# Martín Campaña
Martín Nicolás Campaña Delgado (Maldonado, 29 maggio 1989) è un calciatore uruguaiano, portiere del Peñarol.

## Carriera

### Club
Prodotto del vivaio del Defensor Sporting, ha iniziato la sua carriera da calciatore professionista nel 2008 all'Atenas, dove milita in prestito, per poi passare al Cerro Largo.

### Nazionale
Ha partecipato ai Mondiali Under-20 2009 in Egitto, ma non è mai sceso in campo essendo stato convocato come terzo portiere.
L'allenatore della nazionale olimpica, Óscar Tabárez, lo ha convocato come portiere titolare nel 2012 per partecipare alle Olimpiadi di Londra.
Viene convocato per la Copa América Centenario negli Stati Uniti.

## Statistiche

### Cronologia delle presenze e reti in nazionale
| Cronologia completa delle presenze e delle reti in nazionale ― Uruguay | Cronologia completa delle presenze e delle reti in nazionale ― Uruguay | Cronologia completa delle presenze e delle reti in nazionale ― Uruguay | Cronologia completa delle presenze e delle reti in nazionale ― Uruguay | Cronologia completa delle presenze e delle reti in nazionale ― Uruguay | Cronologia completa delle presenze e delle reti in nazionale ― Uruguay | Cronologia completa delle presenze e delle reti in nazionale ― Uruguay | Cronologia completa delle presenze e delle reti in nazionale ― Uruguay |
| Data                                                                   | Città                                                                  | In casa                                                                | Risultato                                                              | Ospiti                                                                 | Competizione                                                           | Reti                                                                   | Note                                                                   |
| ---------------------------------------------------------------------- | ---------------------------------------------------------------------- | ---------------------------------------------------------------------- | ---------------------------------------------------------------------- | ---------------------------------------------------------------------- | ---------------------------------------------------------------------- | ---------------------------------------------------------------------- | ---------------------------------------------------------------------- |
| 27-5-2016                                                              | La Plata                                                               | Uruguay                                                                | 3 – 1                                                                  | Trinidad e Tobago                                                      | Amichevole                                                             | -                                                                      | 81’                                                                    |
| 16-11-2018                                                             | Londra                                                                 | Brasile                                                                | 1 – 0                                                                  | Uruguay                                                                | Amichevole                                                             | -1                                                                     |                                                                        |
| 20-11-2018                                                             | Saint-Denis                                                            | Francia                                                                | 1 – 0                                                                  | Uruguay                                                                | Amichevole                                                             | -1                                                                     |                                                                        |
| 15-10-2019                                                             | Lima                                                                   | Perù                                                                   | 1 – 1                                                                  | Uruguay                                                                | Amichevole                                                             | -1                                                                     |                                                                        |
| 18-11-2019                                                             | Tel Aviv                                                               | Argentina                                                              | 2 – 2                                                                  | Uruguay                                                                | Amichevole                                                             | -2                                                                     |                                                                        |
| 8-10-2020                                                              | Montevideo                                                             | Uruguay                                                                | 2 – 1                                                                  | Cile                                                                   | Qual. Mondiali 2022                                                    | -1                                                                     |                                                                        |
| 13-10-2020                                                             | Quito                                                                  | Ecuador                                                                | 4 – 2                                                                  | Uruguay                                                                | Qual. Mondiali 2022                                                    | -4                                                                     |                                                                        |
| 13-11-2020                                                             | Barranquilla                                                           | Colombia                                                               | 0 – 3                                                                  | Uruguay                                                                | Qual. Mondiali 2022                                                    | -                                                                      |                                                                        |
| 17-11-2020                                                             | Montevideo                                                             | Uruguay                                                                | 0 – 2                                                                  | Brasile                                                                | Qual. Mondiali 2022                                                    | -2                                                                     |                                                                        |
| Totale                                                                 |                                                                        | Presenze                                                               | 9                                                                      |                                                                        | Reti                                                                   | -12                                                                    |                                                                        |

| Cronologia completa delle presenze e delle reti in nazionale ― Uruguay olimpica | Cronologia completa delle presenze e delle reti in nazionale ― Uruguay olimpica | Cronologia completa delle presenze e delle reti in nazionale ― Uruguay olimpica | Cronologia completa delle presenze e delle reti in nazionale ― Uruguay olimpica | Cronologia completa delle presenze e delle reti in nazionale ― Uruguay olimpica | Cronologia completa delle presenze e delle reti in nazionale ― Uruguay olimpica | Cronologia completa delle presenze e delle reti in nazionale ― Uruguay olimpica | Cronologia completa delle presenze e delle reti in nazionale ― Uruguay olimpica |
| Data                                                                            | Città                                                                           | In casa                                                                         | Risultato                                                                       | Ospiti                                                                          | Competizione                                                                    | Reti                                                                            | Note                                                                            |
| ------------------------------------------------------------------------------- | ------------------------------------------------------------------------------- | ------------------------------------------------------------------------------- | ------------------------------------------------------------------------------- | ------------------------------------------------------------------------------- | ------------------------------------------------------------------------------- | ------------------------------------------------------------------------------- | ------------------------------------------------------------------------------- |
| 12-7-2012                                                                       | Maldonado                                                                       | Uruguay olimpica                                                                | 6 – 4                                                                           | Cile olimpica                                                                   | Amichevole                                                                      | -4                                                                              |                                                                                 |
| 25-4-2012                                                                       | Maldonado                                                                       | Uruguay olimpica                                                                | 0 – 0                                                                           | Egitto olimpica                                                                 | Amichevole                                                                      | -                                                                               |                                                                                 |
| 26-7-2012                                                                       | Manchester                                                                      | Uruguay olimpica                                                                | 2 – 1                                                                           | Emirati Arabi Uniti olimpica                                                    | Olimpiadi 2012 - 1º turno                                                       | -1                                                                              |                                                                                 |
| Totale                                                                          |                                                                                 | Presenze                                                                        | 3                                                                               |                                                                                 | Reti                                                                            | -5                                                                              |                                                                                 |

## Palmarès

### Club

#### Competizioni internazionali
- Coppa Sudamericana: 1

Independiente: 2017
- Coppa Suruga Bank: 1

Independiente: 2018